# Igrejas de Cristo
Igrejas de Cristo (Churches of Christ) é um movimento de congregações cristãs autônomas associadas entre si através de crenças e práticas comuns e que almejam um modelo congregacional tão próximo quanto possível daquele que entendem ser o da igreja do Novo Testamento. Na busca por este ideal de reproduzir a Igreja do Novo Testamento, os livros mais estudados e citados são: Atos dos Apóstolos e as cartas de Paulo aos Romanos e aos Efésios.
O movimento remonta ao fim do século XVIII e início do século XIX, principalmente nos EUA, com a iniciativa de diversos lideres religiosos inconformados com o insucesso da Reforma, e interessados no ideal da "igreja original", entre eles: Jamos O'Kelly (1735–1826), Elias Smith (1769–1846), Abner Jones (1772–1841), Barton W. Stone (1772–1844), Thomas Campbell (1763–1854), Alexander Campbell (1788–1886), John Smith (1784–1868), Walter Scott (1796–1861); o ideal espalhou-se pelo mundo, pregando a infalibilidade e a simplicidade da Bíblia, e a autonomia congregacional.
Estima-se ter hoje mais de 2 milhões de membros em mais de 40 mil congregações em diversos países, incluindo Angola, Brasil, Moçambique e Portugal.